# هيلغه براون
هيلغه راينهولد براون (بالألمانية: Helge Braun) (مواليد 18 أكتوبر 1972 في غيسن) سياسي ألماني من حزب الاتحاد الديمقراطي المسيحي (CDU). يشغل منصب رئيس لجنة الميزانية في البوندستاغ منذ 15 ديسمبر 2021.
من 14 مارس 2018 إلى 8 ديسمبر 2021 شغل منصب الوزير الاتحادي للشؤون الخاصة ومدير المستشارية الاتحادية في حكومة ميركل الرابعة. قبل ذلك شغل منصب وزير الدولة لدى المستشار في حكومة ميركل الثالثة.

## النشأة والتعليم
بعد اجتياز الثانوية العامة عام 1992 في مدرسة ليبيغشوله في مدينة غيسن، درس براون الطب في جامعة يوستوس ليبيغ في غيسن. من عام 2001 حتى عام 2009 كان مساعداً علمياً في عيادة التخدير والعناية المركزة والعلاج المسكن لمستشفى جامعة غيسن وماربورغ. يتكلم الألمانية والإنجليزية.

## الحياة السياسية
من عام 1989 حتى عام 2007 كان براون عضواً في اتحاد الشباب (JU). كان قائد المنطقة في الاتحاد عن مدينة غيسن من عام 1992 حتى عام 1997 ومن عام 1998 حتى عام 2001 كان القائد الإقليمي عن منطقة ميتيلهيسين
هو عضو في الاتحاد الديمقراطي المسيحي منذ عام 1990.

### عضوية البرلمان والوزارة
كان براون عضواً في البوندستاغ منذ أكتوبر / تشرين الأول 2002 إلى سبتمبر / أيلول 2005. وفي الفترة من عام 2003 حتى عام 2005 كان نائباً لرئيس أعضاء البرلمان في هسن. وعمل أيضاً في لجنة التعليم والبحث، ولجنة البيئة والسلامة النووية وحماية الطبيعة، وفي المجلس الاستشاري البرلماني للتنمية المستدامة.
فقد براون مقعده في الانتخابات الاتحادية عام 2005. وتمكن من العودة إلى البوندستاغ في عام 2009. بأغلبية 59441 صوتًا أو 36.7٪. بعد الانتخابات تم انتخابه مرة أخرى كنائب لرئيس البرلمان في هسن. في الانتخابات الاتحادية اللاحقة لعامي 2013 و2017 تمكن من الدفاع عن مقعده.
في ثاني حكومة ائتلافية لميركل كان براون وزيرًا برلمانيًا للدولة للتعليم والبحث، وهو عمل جنبًا إلى جنب مع توماس راشيل في عهد الوزيرتين أنيته شافان (2009-2013) ويوهانا فانكا (2013). خلال الفترة التي قضاها في منصبه، قام بشكل ملحوظ بتكثيف أنشطة ألمانيا في مجال الأبحاث المتعلقة بالأمراض الاستوائية المهملة.
بعد انتخابات عام 2013، عينت ميركل براون كوزيرًا برلمانيًا للدولة للحد من العلاقات البيروقراطية ولعلاقات الدولة الاتحادية، حيث خدم مباشرة تحت ميركل في المستشارية الاتحادية.
بعد انتخابات عام 2017 ومحادثات الائتلاف الناجحة بين الاتحاد الديمقراطي المسيحي/ الاتحاد الاجتماعي المسيحي والحزب الديمقراطي الاجتماعي في شباط 2018، أصبح براون الرئيس المعين للمستشارية والوزير الاتحادي للشؤون الخاصة في حكومة ميركل الرابعة. في 14 آذار 2018 خلف بيتر ألتماير في المنصب.

## روابط خارجية
- هيلغه براون على موقع IMDb (الإنجليزية)
- هيلغه براون على موقع مونزينجر (الألمانية)
- هيلغه براون على موقع قاعدة بيانات الفيلم (الإنجليزية)